# Specialuppdrag K Secret Service
Specialuppdrag K Secret Service (engelska: Assignment K) är en brittisk spionthriller från 1968 i regi av Val Guest. 
Filmen är baserad på Leo Ognalls roman Department K.

## Handling
Den brittiska agenten Philip Scott blir avslöjad när han arbetar med att knäcka en östtysk spionorganisation i München.

## Rollista i urval
- Stephen Boyd - Philip Scott
- Camilla Sparv - Toni Peters
- Michael Redgrave - Harris
- Leo McKern - Smith
- Robert Hoffmann - Paul Spiegler
- Jeremy Kemp - Hal
- Jane Merrow - Martine
- Vivi Bak - Erika Herschel
- Werner Peters - Kramer
- Jan Werich - dr Spiegler